# Класическа филология
Класическата филология е дял от филологията, който се занимава с изучаването на текстовете, написани на старогръцки и латински език през епохата на Античността (VIII в. пр. Хр. - VI в. сл. Хр.). Възникването на класическата филология е свързано с възникването въобще на науката филология, като за начало се приема постъпването на Фридрих Август Волф в университета в Гьотинген през 1777 г. В хода на развитието си класическата филология получава различни дефиниции за своя обхват в зависимост от възгледите на различните школи. Така за някои тя се приема единствено като наука за изучаване само и единствено на двата езика (получили названието класически езици) и на текстовете, написани на тях в съответния период. За други тя включва и изследване на античната култура, история, философия, религия, военно дело.

## Класическа филология в България
Известни български класически филолози са Александър Балабанов, Димитър Дечев (основатели на катедрата по класическа филология в Софийския университет „Св. Климент Охридски“), Владимир Георгиев, Веселин Бешевлиев, Борис Геров, Георги Михайлов, Александър Ничев, Александър Милев, Богдан Богданов, Анна Николова.
Ръководители на катедрата по класическа филология в Софийския университет от основаването ѝ са: Александър Балабанов (1921-1928), Димитър Дечев (1928-1945), Борис Геров (1955-1969), Александър Ничев (1970-1978), Тодор Сарафов (1978-1980), Кирил Влахов (1980-1989), Богдан Богданов (1989-1991), Анна Николова (1991-1999), Димитър Бояджиев (1999-2005), Мирена Славова (2005-2015), Йоана Сиракова (2015-2023), Цветан Василев (от 2023 г.).